# 核孔

核孔的剖面圖。

核孔（nuclear pore）是镶嵌在真核细胞细胞核核膜中的一种复合物，是细胞核与细胞质间物质交流的通道。细胞核内合成的RNA、大多蛋白质与核糖体等进入细胞质都需通过核孔进入细胞质，而细胞质中的大分子物质也需经过核孔进入细胞核。脊椎动物细胞的核膜上平均拥有约2000個核孔，但核孔的数量也會根據細胞轉錄活动的旺盛程度的改变而发生變化。
组成核孔的蛋白质是核孔素。约有一半的核孔素典型地包含α螺旋和β螺旋團，或包含結構域，因为另外一半的一级结构中包含许多重复的縮氨酸、苯丙氨酸及甘氨酸，所以这一半表現出蛋白質自然發展所形成的典型結構特徵，亦即缺少整齊次組織的高度彎曲蛋白質，這些发生病变的蛋白質称作細粒核孔素。
核孔允許載有水溶性分子的運輸工具通過核膜。這些運輸工具包括從細胞核输出到細胞質中的RNA或進入細胞核的蛋白質（例如：DNA聚合酶及核纤层蛋白）、醣类和脂质。
核孔可以主動引導复合物每秒移動一千次。雖然小分子可以直接以擴散作用通過核膜，但大分子必須被特別的信號序列识别，然後才能在某些蛋白質的辅助下進出細胞核，這也就是所谓的“運行週期”。每八單位圍繞在實際核孔周围的蛋白質會使進入的孔通道按照蛋白質輪廓突出，而在核孔中心往往會出現由類似塞子的結構，但对这种结构的作用仍不明晰。